# 초기 개발비
초기 개발비(Non-recurring engineering, NRE)는 새로운 제품을 연구, 설계, 검사하는 최초의 비용을 가리킨다. 프로젝트 예산을 책정할때, 초기 개발비는 반드시 새로운 제품의 이익성을 분석하여 고려되어야 한다. 심지어 기업이 프로젝트에 한번 초기 개발비를 지불할지라도 초기 개발비가 상당히 비쌀수 있으며, 제품은 초기 개발비를 회수하기 위해서 상당히 많은 양이 판매되어야 한다. 초기 개발비는 제품의 생산을 유지하는 데 지속적으로 들어가는 생산 비용과 다르다.
프로젝트를 진행하는 기업에서, 프로젝트의 (가능한 모든) 대부분은 초기 개발비를 설명한다. 이런 경우에 초기 개발비는 첫 번째 프로젝트의 비용을 포함할 수도 있다. 만약에 개발 회사가 이런 비용을 회수하지 못하면, 미래 프로젝트에서 추가적인 이익으로 회수할 수 있는 가능성에서 자금 투자가 고려될 것이다.